# St. Michael (Großhöhenrain)

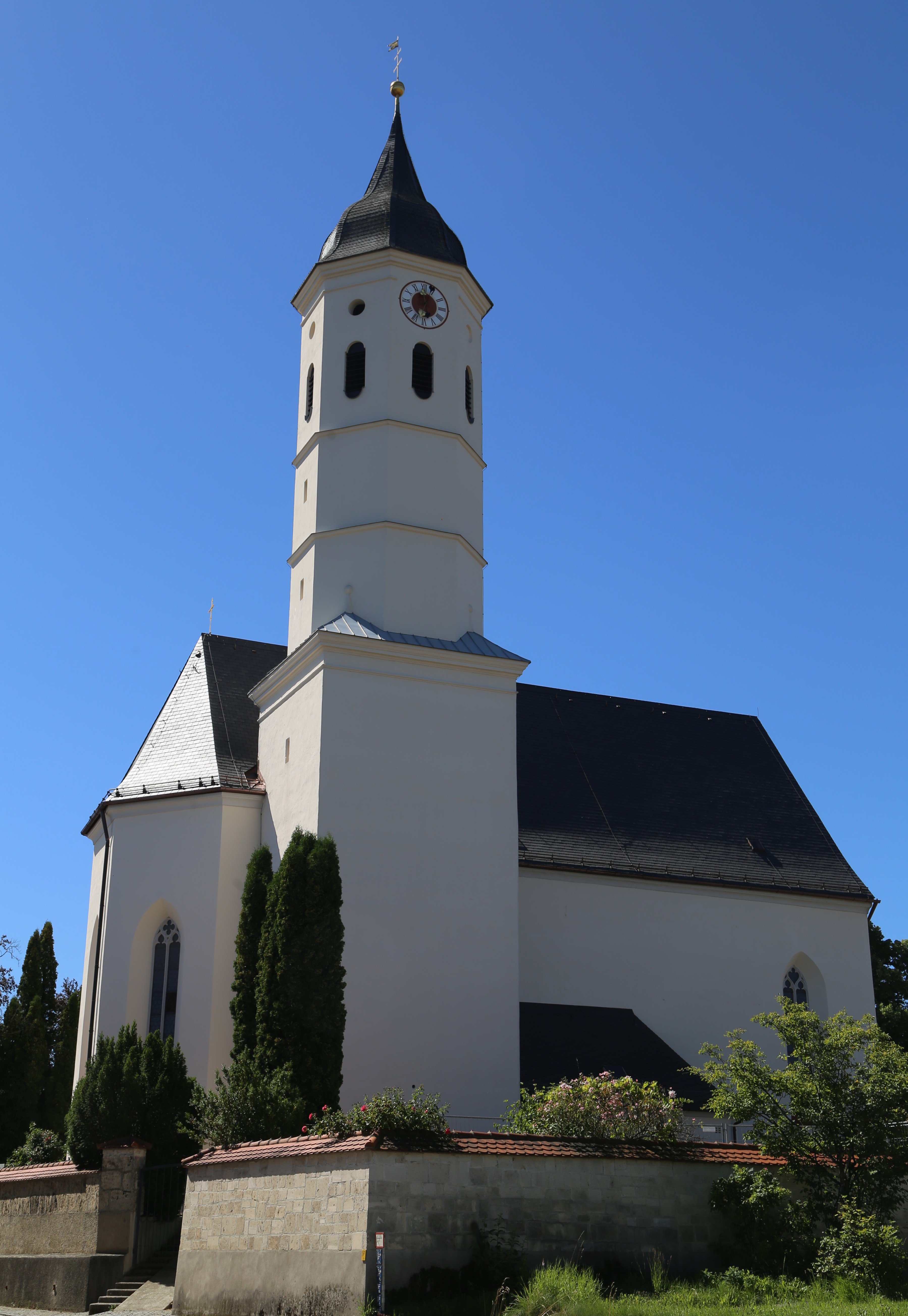
St. Michael in Großhöhenrain

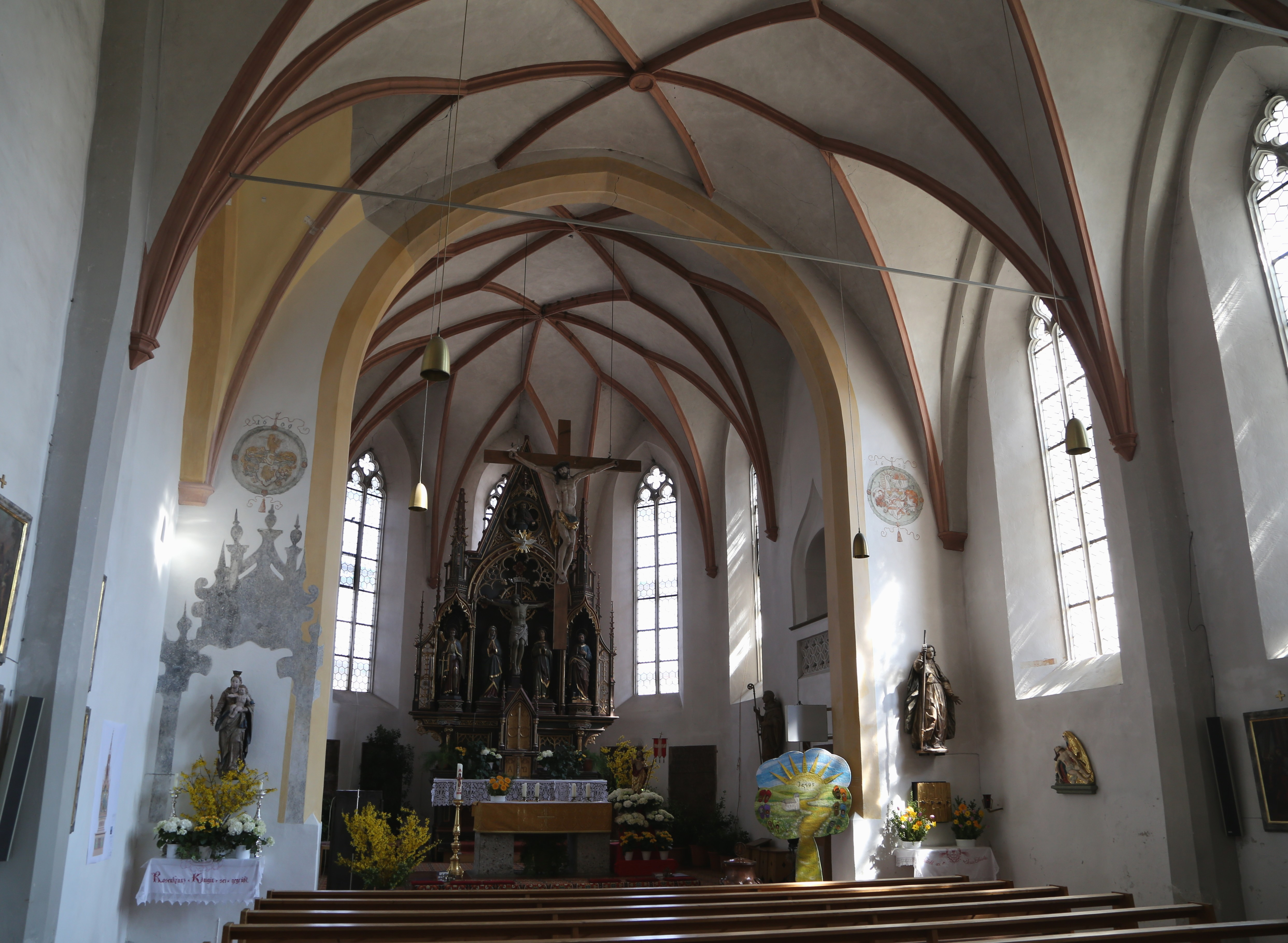
Innenraum

Die römisch-katholische Pfarrkirche St. Michael steht in Großhöhenrain, einem Gemeindeteil der Gemeinde Feldkirchen-Westerham im oberbayerischen Landkreis Rosenheim. Das Bauwerk ist in der Liste der Baudenkmäler in Feldkirchen-Westerham als Baudenkmal unter der Nr. D-1-87-130-24 eingetragen. Die Kirche gehört zum Dekanat Rosenheim im Erzbistum München und Freising. 

## Beschreibung
Die spätgotische Saalkirche wurde 1690/97 barock umgebaut. Sie besteht aus dem Langhaus, dem eingezogenen, dreiseitig geschlossenen Chor im Osten, der Sakristei an der Südwand und dem spätgotischen Chorflankenturm auf quadratischem Grundriss an der Nordwand des Chors. Der mit drei achteckigen Geschossen aufgestockte, mit einer Glockenhaube bedeckte Turm enthält im obersten Stockwerk die Turmuhr und den Glockenstuhl. Ein Vorzeichen an der Nordwand des Langhauses birgt das Portal.